# Brezen
Brezen is een plaats in Slovenië en maakt deel uit van de gemeente Vitanje in de NUTS-3-regio Savinjska. De plaats telde 201 inwoners op 1 januari 2020.